# بادرنجبویه
بادْرَنجبویه یا بادرنگ‌بویه (نام علمی: Dracocephalum) نام یک سرده از خانوادهٔ نعناعیان از راستهٔ نعناسانان است که شامل حدود ۶۰ تا ۷۰ گونه است. گیاهان این سرده به‌طور طبیعی در مناطق معتدل نیم‌کرهٔ شمالی می‌رویند. این گیاهان، ارتفاعی بین ۱۵ تا ۹۰ سانتی‌متر دارند و برخی از آن‌ها، گیاه یک‌ساله، برخی پایا و برخی نیز گیاه علفی هستند. برخی از این گونه‌ها، امروزه به‌منظور بهره‌برداری‌های تزئینی، استفاده در طب سنتی و تولید عسل، در باغ‌ها و مزارع کشت می‌شوند.

## ویژگی‌ها
ساقه‌های گیاهان این سرده راست و چهارگوش بوده و پوشیده از کرک است. بادرنجبویه یا بادرشبی سرده‌ای است شامل گیاهان علفی یا بوته‌ای چندساله و به‌ندرت یک‌ساله با ساقه‌های پرشمار و برگ‌های تخم‌مرغی یا تخم‌مرغی-مثلثی یا تخم‌مرغی-مستطیلی با دندانه‌های منتهی به نوک بلند و خارمانند اغلب در انتها و در حاشیه و کاسهٔ گل لوله‌ای-استکانی و دارای ۱۰ تا ۱۵ رگه و لبهٔ زبرین سه‌دندانه‌ای و دندانهٔ میانی پهن‌تر و لبهٔ زیرین دودندانه‌ای، رگه‌های منشعب و شبکه‌مانند، در قاعده در محل زاویهٔ بین دو دندانه ضخیم و دارای تاخوردگی، جام گل، در محل لبه‌ها پهن و بادکرده و دارای چهار پرچم و فندقچهٔ آن مستطیلی و دارای زائدهٔ غشایی در انتها. گیاهان این سرده بومی مناطق معتدل نیم‌کرهٔ شمالی هستند و در اروپا و آسیا نیز می‌رویند.

## نگارخانه

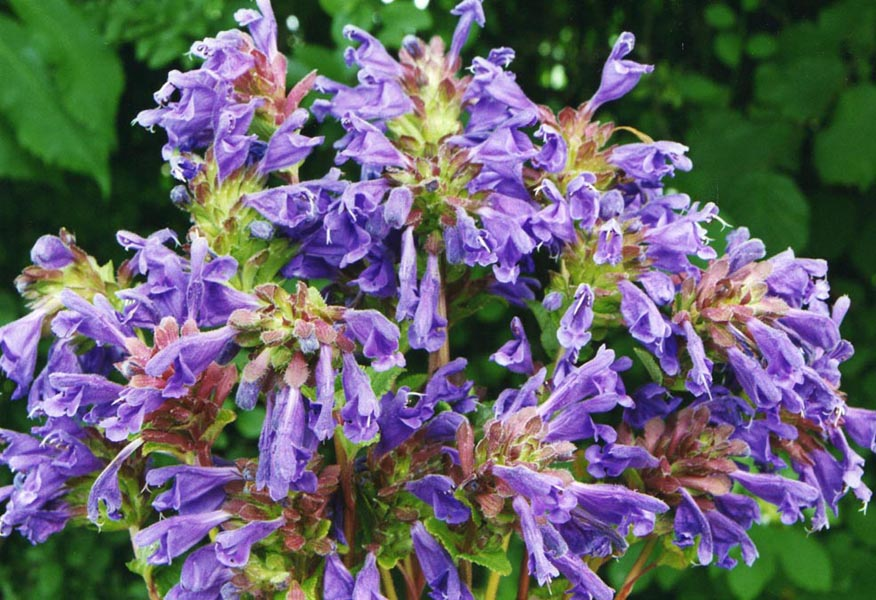
بادرنجبویه
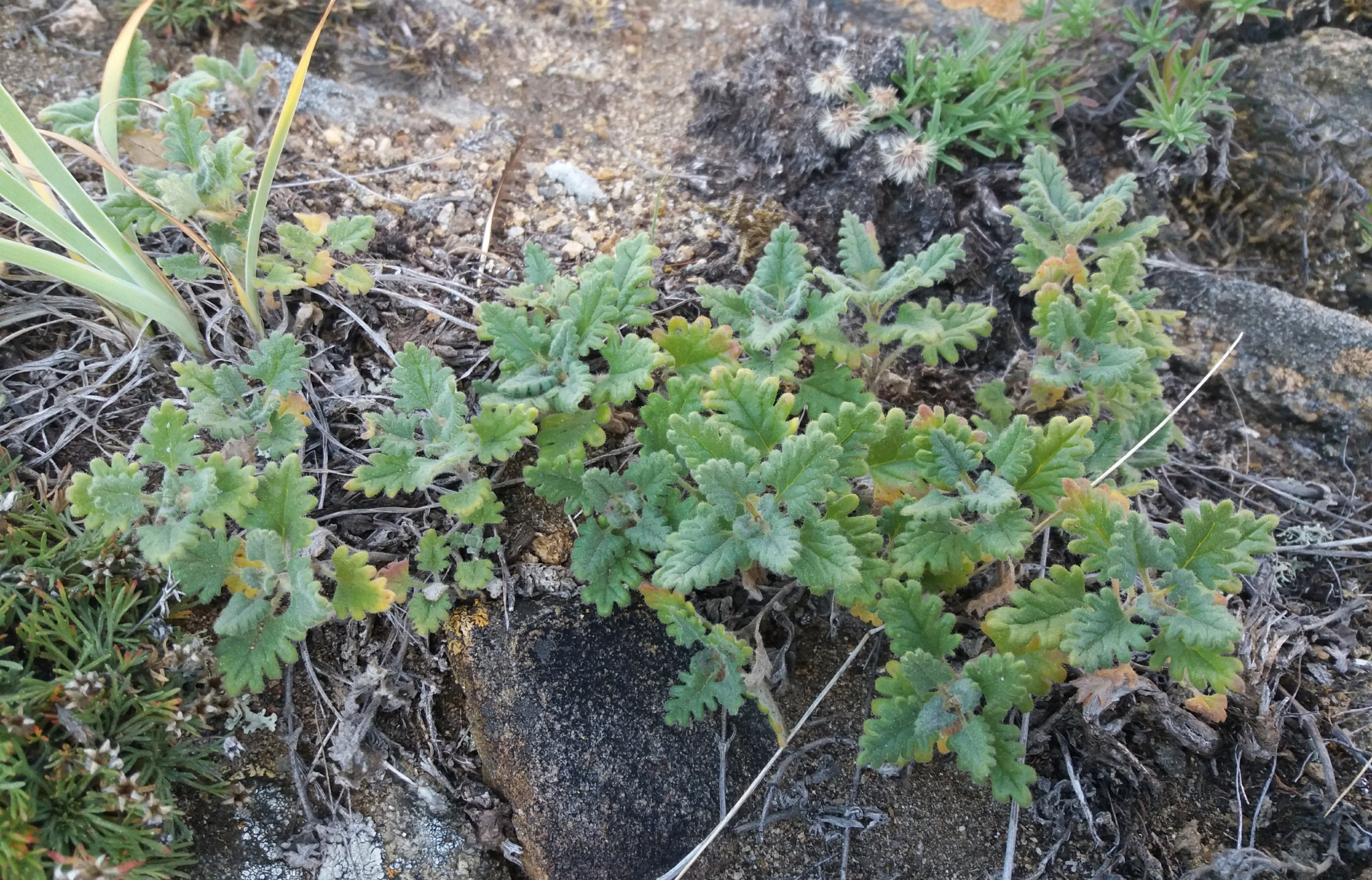
برگ بادرنجبویه
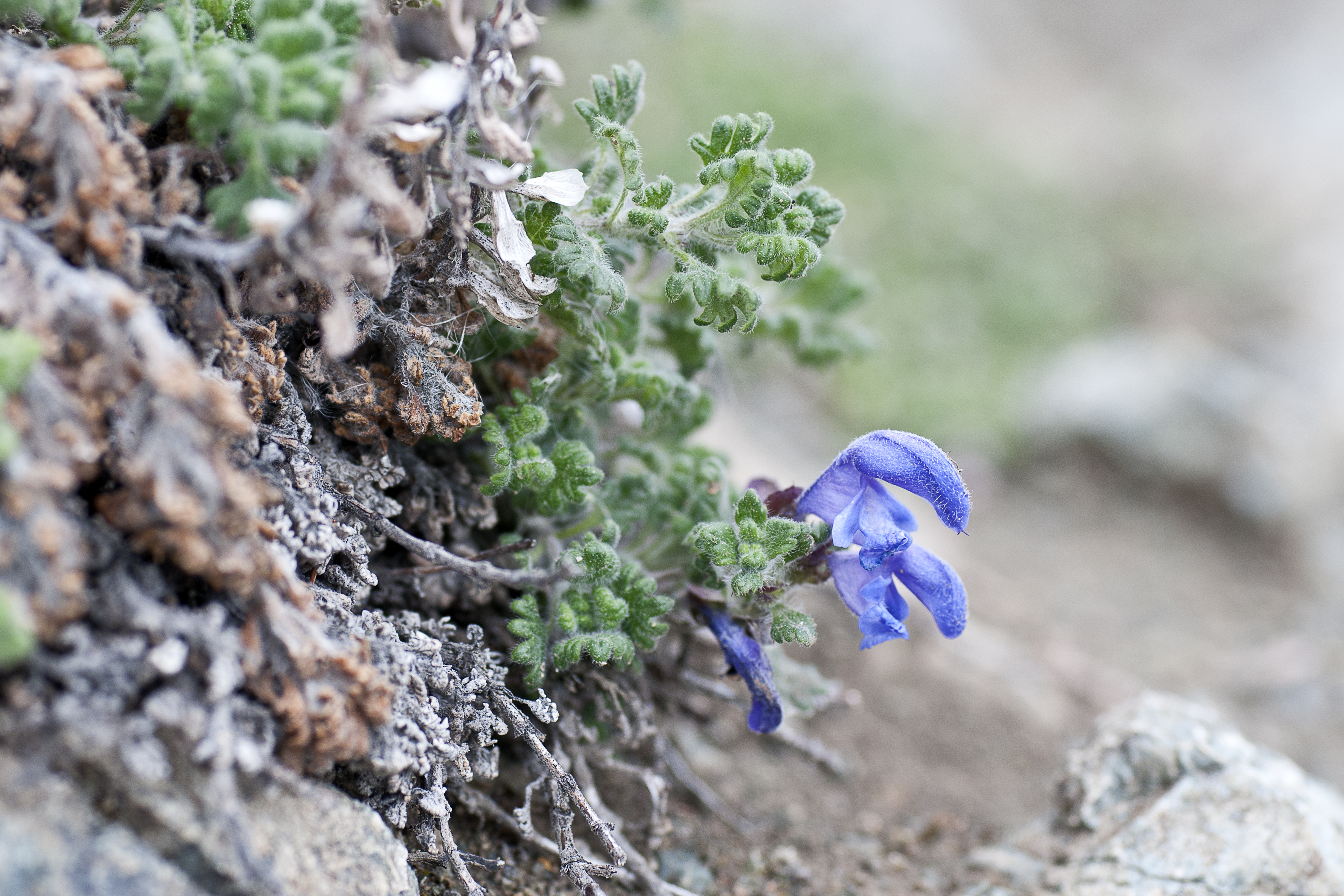
گیاه بادرنجبویه
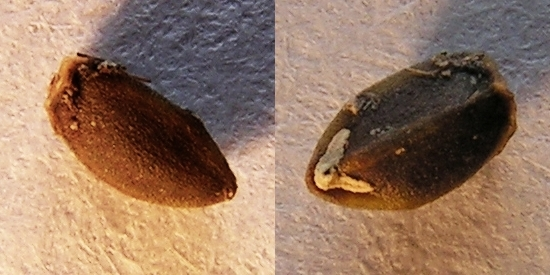
بذر بادرنجبویه
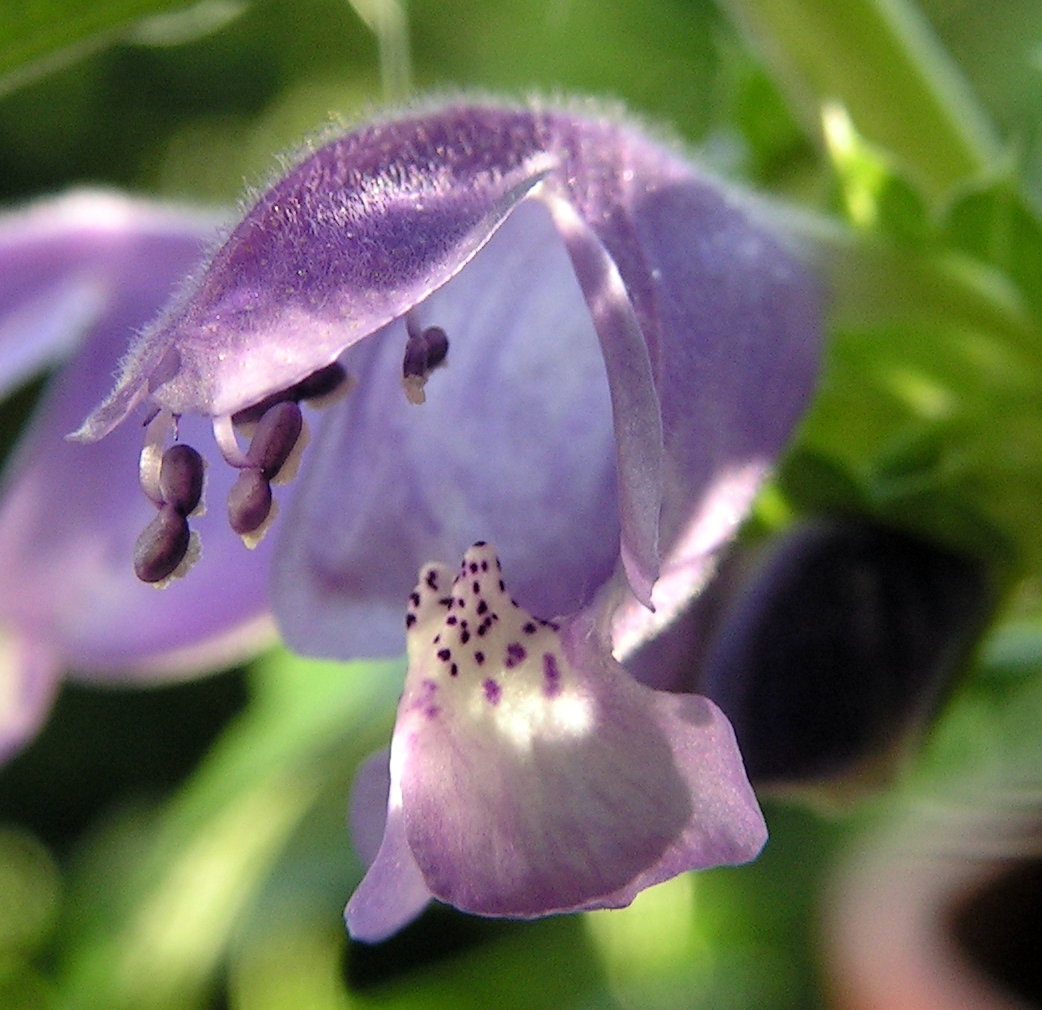
گل بادرنجبویه

## گونه‌ها
- بادرشبو (Dracocephalum moldavica)
- Dracocephalum aitchisonii Rech.f.
- Dracocephalum argunense Fisch. ex Link
- Dracocephalum aucheri Boiss.
- Dracocephalum austriacum L.
- Dracocephalum bipinnatum Rupr.
- Dracocephalum botryoides Steven
- Dracocephalum breviflorum Turrill
- Dracocephalum bullatum Forrest ex Diels
- Dracocephalum butkovii Krassovsk.
- Dracocephalum calophyllum Hand. -Mazz.
- Dracocephalum charkeviczii Prob.
- Dracocephalum discolor Bunge
- Dracocephalum diversifolium Rupr.
- Dracocephalum ferganicum Lazkov
- Dracocephalum foetidum Bunge
- Dracocephalum formosum Gontsch.
- Dracocephalum forrestii W.W.Sm.
- Dracocephalum fragile Turcz. ex Benth.
- Dracocephalum fruticulosum Steph. ex Willd.
- Dracocephalum grandiflorum L.
- Dracocephalum heterophyllum Benth.
- Dracocephalum hoboksarensis G.J.Liu
- Dracocephalum imberbe Bunge
- Dracocephalum imbricatum C.Y.Wu & W.T.Wang
- Dracocephalum integrifolium Bunge
- Dracocephalum isabellae Forrest ex W.W.Sm.
- Dracocephalum jacutense Peschkova
- Dracocephalum junatovii A.L.Budantsev
- Dracocephalum kafiristanicum Bornm.
- Dracocephalum komarovii Lipsky
- Dracocephalum kotschyi Boiss.
- Dracocephalum krylovii Lipsky
- Dracocephalum lindbergii Rech.f.
- Dracocephalum longipedicellatum Muschl.
- Dracocephalum microflorum C.Y.Wu & W.T.Wang
- Dracocephalum multicaule Montbret & Aucher ex Benth.
- Dracocephalum multicolor Kom.
- Dracocephalum nodulosum Rupr.
- Dracocephalum nuratavicum Adylov
- Dracocephalum nuristanicum Rech.f. & Edelb.
- Dracocephalum nutans L.
- Dracocephalum oblongifolium Regel
- Dracocephalum olchonense Peschkova
- Dracocephalum origanoides Steph. ex Willd.
- Dracocephalum palmatoides C.Y.Wu & W.T.Wang
- Dracocephalum palmatum Steph. ex Willd.
- Dracocephalum parviflorum Nutt.
- Dracocephalum paulsenii Briq.
- Dracocephalum peregrinum L.
- Dracocephalum pinnatum L.
- Dracocephalum polychaetum Bornm.
- Dracocephalum popovii T.V.Egorova & Sipliv.
- Dracocephalum propinquum W.W.Sm.
- Dracocephalum psammophilum C.Y.Wu & W.T.Wang
- Dracocephalum purdomii W.W.Sm.
- Dracocephalum renati Emb.
- Dracocephalum rigidulum Hand. -Mazz.
- Dracocephalum rupestre Hance
- Dracocephalum ruyschiana L.
- Dracocephalum schischkinii Strizhova
- Dracocephalum scrobiculatum Regel
- Dracocephalum spinulosum Popov
- Dracocephalum stamineum Kar. & Kir.
- Dracocephalum stellerianum Hiltebr.
- Dracocephalum subcapitatum (Kuntze) Lipsky
- Dracocephalum surmandinum Rech.f.
- Dracocephalum taliense Forrest ex W.W.Sm.
- Dracocephalum tanguticum Maxim.
- Dracocephalum thymiflorum L.
- Dracocephalum truncatum Y.Z.Sun ex C.Y.Wu
- Dracocephalum velutinum C.Y.Wu & W.T.Wang
- Dracocephalum wallichii Sealy
- Dracocephalum wendelboi Hedge